# Киричек, Пётр Тихонович
Пётр Тихонович Киричек (1902—1968) — советский певец (бас-баритон).
В 1934 окончил Московскую консерваторию. В 1935-1944 был солистом Большого театра, затем больше концертировал с программами романсов и песен советских композиторов. Заслуженный артист РСФСР (1960).
Среди песен, исполнявшихся Киричеком или записанных им для студий звукозаписи, — «Песня о чекистах», «Марш советских танкистов», «Физкультурная боевая песня», «В коммунизм великий Сталин нас ведёт», «Нашим братьям», «Гимн международного союза студентов», «Сормовская лирическая», «Прощайте, скалистые горы», «В путь-дорожку дальнюю», «Под луной золотой», «Наш тост», «Песня о столице» и др.

Пётр Киричек — певец-трибун, певец-боец. Он меньше всего интересуется условиями, в которых приходится петь. Широко известны его выступления на заводах и стройках, на полевых станах и кораблях. Около полутора тысяч концертов он дал в суровые годы Великой Отечественной войны непосредственно во фронтовой обстановке. — Композитор Анатолий Новиков, газета «Советская культура», 5 декабря 1958 года

Снялся в фильме «Гибель "Орла"» в роли поющего моряка, а также в роли весёлого поющего матроса в конце фильма «Морской ястреб»
В молодые годы был некоторое время[уточнить] женат на пианистке Марии Гринберг, которая выступала и как его аккомпаниатор.
Урна с прахом в колумбарии Введенского кладбища.